# Eulophidae
Eulophidae vormen een familie van insecten die behoren tot de orde van de vliesvleugeligen (Hymenoptera) en de superfamilie van de bronswespen. De familie bevat meer dan 4300 beschreven soorten.

## Taxonomie
De volgende geslachten zijn bij de familie ingedeeld:
- Acanthala Hansson, 2000
- Aceratoneura Girault & Dodd, 1915
- Aceratoneuromyia Girault, 1917
- Achrysocharoides Girault, 1913
- Acrias Walker, 1847
- Afrotroppopsis Gumovsky, 2007
- Agmostigma Ubaidillah & LaSalle, 1996
- Aleuroctonus LaSalle & Schauff, 1994
- Alibertia Risbec, 1951
- Allocerastichus Masi, 1924
- Alophomorphella Girault, 1913
- Alophomyia Ashmead, 1904
- Alveoplectrus Wijesekara & Schauff, 1997
- Ambocybe Ubaidillah & LaSalle, 2000
- Ametallon Ashmead, 1904
- Anaprostocetus Graham, 1987
- Anselmella Girault, 1926
- Anumanniola Narendran, 2003
- Aoridus Yoshimoto, 1971
- Apleurotropis Girault, 1913
- Apotetrastichus Graham, 1987
- Aprostocetus Westwood, 1833
- Aprostoporoides Narendran, 2004
- Apterastichus LaSalle, 1994
- Arabiola Narendran, 2013
- Arachnolophus Kamijo, 1996
- Arachnoobius Boucek, 1988
- Aranobroter LaSalle, 1990
- Aroplectrus Lin, 1963
- Ascotolinx Girault, 1913
- Asecodes Förster, 1856
- Astichomyiia Girault, 1917
- Astichus Förster, 1856
- Aulogymnus Förster, 1851
- Austeulophus Boucek, 1988
- Australsecodes Girault, 1928
- Awara Boucek, 1988
- Baeoentedon Girault, 1915
- Baryscapus Förster, 1856
- Bellerus Walker, 1843
- Benoitius Risbec, 1958
- Beornia Hedqvist, 1975
- Borneoastichus Narendran, 2006
- Boucekastichus Andriescu, 1971
- Boucekelimus Kim & La Salle, 2005
- Boucekiola Narendran, 2005
- Bridarolliella De Santis, 1949
- Cabeza Hansson & LaSalle, 2003
- Careostrix LaSalle, 1994
- Carlyleia Girault, 1916
- Ceranisus Walker, 1842
- Ceratoneura Ashmead, 1894
- Ceratoneuronella Girault, 1913
- Ceratoneuropsis Girault, 1913
- Chaenotetrastichus Graham, 1987
- Chouioia Yang, 1989
- Chrysocharis Förster, 1856
- Chrysocharodes Ashmead, 1894
- Chrysonotomyia Ashmead, 1904
- Chytrolestes LaSalle, 1994
- Cirrospiloidelleus Girault, 1913
- Cirrospilopsis Brèthes, 1913
- Cirrospilus Westwood, 1832
- Citrostichus Boucek, 1988
- Closterocerus Westwood, 1833
- Clotildiella Erdös, 1964
- Clypecharis Gumovsky, 2003
- Clypomphale Boucek, 1988
- Cobarus Boucek, 1988
- Colpixys Waterston, 1916
- Colpoclypeus Lucchese, 1941
- Comastichus LaSalle, 1994
- Cornugon Hansson, 2011
- Crataepus Förster, 1878
- Cristelacher Schauff & LaSalle, 1993
- Cryptastichus LaSalle, 1998
- Cucarastichus LaSalle, 1994
- Dahlbominus Hincks, 1945
- Dapsilothrix LaSalle, 1994
- Dasyeulophus Schauff & LaSalle, 1993
- Dasyomphale LaSalle & Schauff, 1994
- Davincia Girault, 1924
- Dentalion Hansson, 2011
- Dermatopelte Erdös & Novicky, 1951
- Derostenoides Girault, 1915
- Derostenus Westwood, 1833
- Deutereulophus Schulz, 1904
- Deutereulophus Schulz, 1906
- Diaulinopsis Crawford, 1912
- Diaulomorpha Ashmead, 1900
- Dichatomus Förster, 1878
- Dicladocerus Westwood, 1832
- Diglyphomorpha Ashmead, 1904
- Diglyphomorphomyia Girault, 1913
- Diglyphus Walker, 1844
- Dimmockia Ashmead, 1904
- Dineulophus De Santis, 1985
- Dinopteridion Hansson, 2004
- Driopteron Hansson, 2004
- Dubeyiella Khan, Agnohitri & Sushil, 2005
- Dzhanokmenia Kostjukov, 1977
- Elachertomorpha Ashmead, 1904
- Elachertus Spinola, 1811
- Elasmus Westwood, 1833
- Emersonella Girault, 1916
- Emersonella Girault, 1916
- Encyrtomphale Girault, 1915
- Enneastichus Kieffer, 1910
- Entedon Dalman, 1820
- Entedonomphale Girault, 1915
- Entedononecremnus Girault, 1915
- Epichrysoatomus Girault, 1916
- Epichrysocharis Girault, 1913
- Epomphale Girault, 1915
- Eprhopalotus Girault, 1916
- Eriastichus LaSalle, 1994
- Euceratoneura Girault, 1920
- Euderomphale Girault, 1916
- Euderus Haliday, 1844
- Eulophinusia Girault, 1913
- Eulophomorpha Dodd, 1915
- Eulophomyia De Santis, 1957
- Eulophoscotolinx Girault, 1913
- Eulophus Geoffroy, 1762
- Euplectromorpha Girault, 1913
- Euplectrophelinus Girault, 1913
- Euplectrus Westwood, 1832
- Eupronotius Boucek, 1988
- Eurycephaloplectrus Wijesekara & Schauff, 1997
- Exalarius LaSalle, 1994
- Exastichus LaSalle, 1994
- Farooqiella Jamal Ahmad, 2005
- Galeopsomyia Girault, 1916
- Gallastichus Rasplus & La Salle, 2011
- Gallowayia Boucek, 1988
- Gasterichus Boucek, 1988
- Gattonia Boucek, 1988
- Gautamiella Khan, Agnihotri & Sushil, 2005
- Gaziantepus Doganlar & Doganlar, 2013
- Ginsiella Erdös, 1951
- Goetheana Girault, 1920
- Goethella Girault, 1928
- Grassator De Santis, 1948
- Grotiusomyia Girault, 1917
- Guelsenia Doganlar & Doganlar, 2013
- Gyrolasomyia Girault, 1913
- Hadranellus LaSalle & Boler, 1994
- Hadrotrichodes LaSalle, 1994
- Hakuna Gumovsky & Boucek, 2006
- Hamonia Risbec, 1957
- Hayatiola Narendran, 2006
- Hemiptarsenus Westwood, 1833
- Henryana Yoshimoto, 1983
- Holarcticesa Koçak & Kemal, 2010
- Holcotetrastichus Graham, 1987
- Hoplocrepis Ashmead, 1890
- Horismenoides Girault, 1913
- Horismenus Walker, 1843
- Horismenus Walker, 1843
- Hubbardiella Ashmead, 1904
- Hyssopus Girault, 1916
- Idukkiella Narendran, 2007
- Iniostichus Kamijo & Ikeda, 1997
- Inti Hansson, 2010
- Ionympha Graham, 1959
- Itahipeus Hansson & LaSalle, 2003
- Janicharis Gumovsky & Delvare, 2006
- Kiggaella Narendran, 2005
- Klyngon Hansson, 2005
- Kocaagizus Doganlar, 1993
- Kocourekia Boucek, 1966
- Kokandia Efremova & Kriskovich, 1995
- Kolopterna Graham, 1987
- Kostjukovius Graham, 1991
- Kostjurixia Narendran, 2007
- Lasalleola Narendran, 2003
- Leprosa Kim & La Salle, 2008
- Leptocybe Fisher & La Salle, 2004
- Lisseurytomella Gahan & Fagan, 1923
- Makarora Boucek, 1988
- Megaceratoneura Girault, 1917
- Melittobia Westwood, 1848
- Melittobiopsis Timberlake, 1926
- Meruacesa Koçak & Kemal, 2009
- Mesofrons LaSalle, 1994
- Mestocharella Girault, 1913
- Mestocharis Förster, 1878
- Metaplectrus Ferrière, 1941
- Microdonophagus Schauff, 1986
- Microlycus Thomson, 1878
- Minotetrastichus Kostjukov, 1977
- Miotropis Thomson, 1878
- Mischotetrastichus Graham, 1987
- Mohaniella Khan, 1995
- Monteithius Boucek, 1988
- Monterrondo Hansson & LaSalle, 2003
- Moona Kim & La Salle, 2005
- Myrmobomyia Gumovsky & Boucek, 2005
- Myrmokata Boucek, 1972
- Narendrania Fousi, 2004
- Naumanniola Boucek, 1988
- Necremnoides Girault, 1913
- Necremnus Thomson, 1878
- Neoaceratoneura Khan, Agnihotri & Sushil, 2005
- Neochrysocharis Kurdjumov, 1912
- Neogasterichus Narendran, 2003
- Neohyperteles De Santis, 1957
- Neomestocharella Narendran & Fousi, 2002
- Neopediobopsis Narendran, 1994
- Neopomphale LaSalle & Schauff, 1994
- Neotrichoporoides Girault, 1913
- Nesolynx Ashmead, 1905
- Nesympiesis Boucek, 1988
- Notanisomorphella Girault, 1913
- Noyesius Boucek, 1988
- Obesulus Boucek, 1988
- Ogmoelachertus Schauff, 2000
- Omphale Haliday, 1833
- Omphalentedon Girault, 1915
- Oncastichus LaSalle, 1995
- Oomyzus Rondani, 1870
- Opeuderus Boucek, 1988
- Ophelimus Haliday, 1844
- Oradis Hansson, 2002
- Oxycantha Surekha & Ubaidillah, 1996
- Oxypracetus LaSalle, 1994
- Palmistichus Delvare & LaSalle, 1993
- Paphagus Walker, 1843
- Parachrysocharis Girault, 1913
- Paracrias Ashmead, 1904
- Paragaleopsomyia Girault, 1917
- Parahorismenus Girault, 1915
- Paraolinx Ashmead, 1894
- Parasecodella Girault, 1915
- Parasecodes Mercet, 1924
- Paraspalangia Ashmead, 1904
- Paratetrastichus Yoshimoto & Ishii, 1965
- Parzaommomyia Girault, 1915
- Pasohstichus Ikeda, 1997
- Pauahiana Yoshimoto, 1965
- Peckelachertus Yoshimoto, 1970
- Pediobius Walker, 1846
- Pediobomyia Girault, 1913
- Pediobopsis Girault, 1913
- Pediocharis Boucek, 1988
- Pelorotelus Ashmead, 1904
- Pentastichus Ashmead, 1894
- Perditorulus Hansson, 1996
- Perinetia Risbec, 1952
- Perthiola Boucek, 1988
- Petalidion Graham, 1987
- Petiolacus Boucek, 1988
- Phymastichus LaSalle, 1990
- Piekna Boucek, 1988
- Planotetrastichus Yang, 1996
- Platocharis Kerrich, 1969
- Platyplectrus Ferrière, 1941
- Platytetracampe Girault, 1915
- Pleurotropopseus Girault, 1913
- Pleurotroppopsis Girault, 1913
- Pnigalio Schrank, 1802
- Pomphale Husain, Rauf & Kudeshia, 1983
- Pracetus Boucek, 1988
- Proacrias Ihering, 1914
- Pronotalia Gradwell, 1957
- Propodeochertus Narendran, 2011
- Pseudiglyphus Girault, 1915
- Pseudiglyphus Girault, 1915
- Pseudosecodes Girault & Dodd, 1915
- Puklina Graham, 1991
- Quadrastichodella Girault, 1913
- Quadrastichus Girault, 1913
- Renaniana Girault, 1931
- Rhicnopelte Förster, 1878
- Rhynchentedon Girault, 1919
- Ryhonos Boucek, 1988
- Sanyangia Yang, 1996
- Sarasvatia Hedqvist, 1976
- Schizocharis Kerrich, 1969
- Selitrichodes Girault, 1913
- Semielacher Boucek, 1988
- Sergueicus Doganlar & Doganlar, 2013
- Setelacher Boucek, 1988
- Seyrigina Risbec, 1952
- Shardiella Sushil & Khan, 1997
- Sifraneurus Hansson & LaSalle, 2003
- Sigmoepilachna Khan, Agnihotri & Sushil, 2005
- Sigmophora Rondani, 1867
- Skoka Boucek, 1988
- Sphenolepis Nees, 1834
- Sporrongia Gumovsky, 1998
- Stenomesius Westwood, 1833
- Stenopetius Boucek, 1988
- Stepanovia Kostjukov, 2004
- Stipecarinata Ikeda & Kamijo, 1996
- Styotrichia LaSalle, 1994
- Sureshanella Narendran, 2011
- Sympiesis Förster, 1856
- Sympiesomorpha Ashmead, 1904
- Tachinobia Boucek, 1977
- Tamarixia Mercet, 1924
- Tanava Brèthes, 1918
- Tatiana Kim & La Salle, 2005
- Tetrasta Boucek, 1988
- Tetrastichomphale Girault, 1935
- Tetrastichomyia Girault, 1916
- Tetrastichus Haliday, 1844
- Thripastichus Graham, 1987
- Thripoctenus Crawford, 1911
- Thymus Girault, 1916
- Tooloomius Boucek, 1988
- Trichospilus Ferrière, 1930
- Trielacher Boucek, 1988
- Trisecodes Delvare & LaSalle, 2000
- Tropicharis Hansson, 1998
- Tylomischus De Santis, 1972
- Urfacus Doganlar, 2003
- Uroderostenus Ashmead, 1904
- Uroentedon Ashmead, 1904
- Wichmannia Ruschka, 1916
- Xanthellum Erdös & Novicky, 1951
- Xenaprostocetus Graham, 1987
- Xenopomphale Hansson & LaSalle, 2003
- Xiphentedon Risbec, 1957
- Zagrammosoma Ashmead, 1904
- Zaommomentedon Girault, 1915
- Zaommomyiella Girault, 1913
- Zasympiesis Boucek, 1988
- Zealachertus Boucek, 1978
- Zeastichus Boucek, 1988
- Zeytinus Doganlar, 2011

## In Nederland waargenomen soorten
- Genus: Aceratoneuromyia
  - Aceratoneuromyia granularis
- Genus: Achrysocharoides
  - Achrysocharoides acerianus
  - Achrysocharoides atys
  - Achrysocharoides bukkensis
  - Achrysocharoides butus
  - Achrysocharoides carpinii
  - Achrysocharoides cilla
  - Achrysocharoides cruentus
  - Achrysocharoides latreillii
  - Achrysocharoides nigricoxae
  - Achrysocharoides niveipes
  - Achrysocharoides splendens
  - Achrysocharoides suprafolius
  - Achrysocharoides zwoelferi
- Genus: Anaprostocetus
  - Anaprostocetus acuminatus
- Genus: Aprostocetus
  - Aprostocetus aethiops
  - Aprostocetus agrus
  - Aprostocetus amenon
  - Aprostocetus anodaphus
  - Aprostocetus aquilus
  - Aprostocetus arenarius
  - Aprostocetus arrabonicus
  - Aprostocetus artemisiae
  - Aprostocetus artemisicola
  - Aprostocetus aurantiacus
  - Aprostocetus bruzzonis
  - Aprostocetus calamarius
  - Aprostocetus capitigenae
  - Aprostocetus caudatus
  - Aprostocetus celtidis
  - Aprostocetus ciliatus
  - Aprostocetus citrinus
  - Aprostocetus clavicornis
  - Aprostocetus collega
  - Aprostocetus constrictus
  - Aprostocetus craneiobiae
  - Aprostocetus crino
  - Aprostocetus cultratus
  - Aprostocetus diversus
  - Aprostocetus elongatus
  - Aprostocetus emesa
  - Aprostocetus epicharmus
  - Aprostocetus epilobiellus
  - Aprostocetus epilobii
  - Aprostocetus eriophyes
  - Aprostocetus escherichi
  - Aprostocetus eurytomae
  - Aprostocetus eurytus
  - Aprostocetus forsteri
  - Aprostocetus fulvipes
  - Aprostocetus gratus
  - Aprostocetus leucone
  - Aprostocetus longicauda
  - Aprostocetus longiscapus
  - Aprostocetus luteus
  - Aprostocetus lycidas
  - Aprostocetus lysippe
  - Aprostocetus mandanis
  - Aprostocetus menius
  - Aprostocetus meroe
  - Aprostocetus metra
  - Aprostocetus minimus
  - Aprostocetus orythia
  - Aprostocetus pallipes
  - Aprostocetus pausiris
  - Aprostocetus phragmiticola
  - Aprostocetus planiusculus
  - Aprostocetus polygoni
  - Aprostocetus ptarmicae
  - Aprostocetus pygmaeus
  - Aprostocetus rhacius
  - Aprostocetus rhipheus
  - Aprostocetus rubi
  - Aprostocetus rubicola
  - Aprostocetus rufus
  - Aprostocetus rumicis
  - Aprostocetus salictorum
  - Aprostocetus serratularum
  - Aprostocetus stenus
  - Aprostocetus strobilanae
  - Aprostocetus subanellatus
  - Aprostocetus suevius
  - Aprostocetus tanaceticola
  - Aprostocetus tenuiradialis
  - Aprostocetus terebrans
  - Aprostocetus torquentis
  - Aprostocetus trjapitzini
  - Aprostocetus tymber
  - Aprostocetus venustus
  - Aprostocetus veronicae
  - Aprostocetus zosimus
- Genus: Asecodes
  - Asecodes congruens
  - Asecodes delucchii
  - Asecodes lagus
  - Asecodes lucens
  - Asecodes turcicus
- Genus: Astichus
  - Astichus arithmeticus
  - Astichus maculatus
  - Astichus solutus
- Genus: Aulogymnus
  - Aulogymnus aceris
  - Aulogymnus arsames
  - Aulogymnus euedoreschus
  - Aulogymnus gallarum
  - Aulogymnus skianeuros
  - Aulogymnus trilineatus
- Genus: Baryscapus
  - Baryscapus agrilorum
  - Baryscapus conwentziae
  - Baryscapus daira
  - Baryscapus diaphantus
  - Baryscapus endemus
  - Baryscapus euphorbiae
  - Baryscapus evonymellae
  - Baryscapus fossarum
  - Baryscapus galactopus
  - Baryscapus gradwelli
  - Baryscapus impeditus
  - Baryscapus pospelovi
  - Baryscapus spartidifoliella
  - Baryscapus spenceri
  - Baryscapus turionum
- Genus: Ceranisus
  - Ceranisus menes
- Genus: Chaenotetrastichus
  - Chaenotetrastichus grangeri
- Genus: Chrysocharis
  - Chrysocharis acoris
  - Chrysocharis acutigaster
  - Chrysocharis amanus
  - Chrysocharis amasis
  - Chrysocharis amyite
  - Chrysocharis argyropezae
  - Chrysocharis assis
  - Chrysocharis avia
  - Chrysocharis budensis
  - Chrysocharis collaris
  - Chrysocharis crassiscapus
  - Chrysocharis entedonoides
  - Chrysocharis gemma
  - Chrysocharis idyia
  - Chrysocharis laomedon
  - Chrysocharis laricinellae
  - Chrysocharis liriomyzae
  - Chrysocharis mediana
  - Chrysocharis nautia
  - Chrysocharis nepherea
  - Chrysocharis nitetis
  - Chrysocharis nitidifrons
  - Chrysocharis orbicularis
  - Chrysocharis oscinidis
  - Chrysocharis pallipes
  - Chrysocharis penthea
  - Chrysocharis pentheus
  - Chrysocharis phryne
  - Chrysocharis pilicoxa
  - Chrysocharis polyzo
  - Chrysocharis prodice
  - Chrysocharis pubens
  - Chrysocharis pubicornis
  - Chrysocharis purpurea
  - Chrysocharis submutica
  - Chrysocharis truncatula
  - Chrysocharis viridis
- Genus: Cirrospilus
  - Cirrospilus diallus
  - Cirrospilus elegantissimus
  - Cirrospilus lyncus
  - Cirrospilus pictus
  - Cirrospilus salatis
  - Cirrospilus singa
  - Cirrospilus viticola
  - Cirrospilus vittatus
- Genus: Closterocerus
  - Closterocerus ruforum
  - Closterocerus trifasciatus
- Genus: Colpoclypeus
  - Colpoclypeus florus
- Genus: Crataepus
  - Crataepus marbis
- Genus: Dahlbominus
  - Dahlbominus fuscipennis
- Genus: Derostenus
  - Derostenus gemmeus
  - Derostenus punctiscuta
- Genus: Diaulinopsis
  - Diaulinopsis arenaria
- Genus: Dichatomus
  - Dichatomus acerinus
- Genus: Dicladocerus
  - Dicladocerus westwoodii
- Genus: Diglyphus
  - Diglyphus chabrias
  - Diglyphus isaea
  - Diglyphus minoeus
  - Diglyphus pachyneurus
  - Diglyphus poppoea
- Genus: Elachertus
  - Elachertus fenestratus
  - Elachertus inunctus
  - Elachertus isadas
  - Elachertus lateralis
- Genus: Elasmus
  - Elasmus flabellatus
  - Elasmus rufiventris
  - Elasmus steffani
- Genus: Entedon
  - Entedon abdera
  - Entedon cionobius
  - Entedon costalis
  - Entedon diotimus
  - Entedon ergias
  - Entedon fuscitarsis
  - Entedon hercyna
  - Entedon heyeri
  - Entedon incultus
  - Entedon insignis
  - Entedon lixi
  - Entedon marci
  - Entedon mecini
  - Entedon methion
  - Entedon pallicrus
  - Entedon parvicalcar
  - Entedon pharnus
  - Entedon philiscus
  - Entedon procioni
  - Entedon pseudonigritarsis
  - Entedon punctiscapus
  - Entedon squamosus
  - Entedon sylvestris
  - Entedon tibialis
  - Entedon zanara
- Genus: Euderomphale
  - Euderomphale chelidonii
- Genus: Euderus
  - Euderus agrili
  - Euderus albitarsis
  - Euderus viridis
- Genus: Eulophus
  - Eulophus abdominalis
  - Eulophus larvarum
  - Eulophus pennicornis
  - Eulophus ramicornis
  - Eulophus smerinthicida
  - Eulophus thespius
- Genus: Euplectrus
  - Euplectrus bicolor
  - Euplectrus carinifer
  - Euplectrus flavipes
  - Euplectrus geometricida
  - Euplectrus phthorimaeae
- Genus: Hemiptarsenus
  - Hemiptarsenus fulvicollis
  - Hemiptarsenus ornatus
  - Hemiptarsenus unguicellus
  - Hemiptarsenus waterhousii
- Genus: Holcopelte
  - Holcopelte obscura
  - Holcopelte sulciscuta
- Genus: Holcotetrastichus
  - Holcotetrastichus rhosaces
- Genus: Hyssopus
  - Hyssopus geniculatus
  - Hyssopus nigritulus
  - Hyssopus olivaceus
  - Hyssopus pallidus
- Genus: Ionympha
  - Ionympha carne
  - Ionympha ochus
- Genus: Melittobia
  - Melittobia acasta
- Genus: Mestocharis
  - Mestocharis bimacularis
  - Mestocharis maculata
- Genus: Minotetrastichus
  - Minotetrastichus frontalis
  - Minotetrastichus platanellus
- Genus: Miotropis
  - Miotropis unipuncta
- Genus: Necremnus
  - Necremnus artynes
  - Necremnus capitatus
  - Necremnus cosconius
  - Necremnus folia
  - Necremnus leucarthros
  - Necremnus metallarus
  - Necremnus tidius
- Genus: Neochrysocharis
  - Neochrysocharis arata
  - Neochrysocharis chlorogaster
  - Neochrysocharis clinias
  - Neochrysocharis cuprifrons
  - Neochrysocharis dimas
  - Neochrysocharis formosa
  - Neochrysocharis iris
  - Neochrysocharis nunbergi
- Genus: Omphale
  - Omphale acamas
  - Omphale admirabilis
  - Omphale aethiops
  - Omphale aetia
  - Omphale brevibuccata
  - Omphale brevis
  - Omphale breviventris
  - Omphale chryseis
  - Omphale clymene
  - Omphale clypealis
  - Omphale coilus
  - Omphale connectens
  - Omphale epaphus
  - Omphale erginnus
  - Omphale grahami
  - Omphale lugens
  - Omphale lugubris
  - Omphale nitens
  - Omphale phaola
  - Omphale phruron
  - Omphale radialis
  - Omphale rubigus
  - Omphale salicis
  - Omphale telephe
  - Omphale theana
  - Omphale versicolor
- Genus: Oncastichus
  - Oncastichus goughi
- Genus: Oomyzus
  - Oomyzus incertus
  - Oomyzus propodealis
  - Oomyzus scaposus
- Genus: Parasecodella
  - Parasecodella obscura
- Genus: Pediobius
  - Pediobius alaspharus
  - Pediobius alcaeus
  - Pediobius brachycerus
  - Pediobius cassidae
  - Pediobius clita
  - Pediobius crassicornis
  - Pediobius deplanatus
  - Pediobius epeus
  - Pediobius epigonus
  - Pediobius eubius
  - Pediobius festucae
  - Pediobius foliorum
  - Pediobius longicornis
  - Pediobius lysis
  - Pediobius metallicus
  - Pediobius nigritarsis
  - Pediobius phyllotretae
  - Pediobius planiventris
  - Pediobius pyrgo
  - Pediobius saulius
  - Pediobius termerus
  - Pediobius tetratomus
- Genus: Platyplectrus
  - Platyplectrus pannonica
- Genus: Pnigalio
  - Pnigalio agraules
  - Pnigalio epilobii
  - Pnigalio longulus
  - Pnigalio nemati
  - Pnigalio pectinicornis
  - Pnigalio phragmitidis
  - Pnigalio soemius
  - Pnigalio tridentatus
- Genus: Pronotalia
  - Pronotalia carlinarum
  - Pronotalia fiorii
  - Pronotalia trypetae
- Genus: Quadrastichus
  - Quadrastichus artemisiphilus
  - Quadrastichus lasiocerus
  - Quadrastichus pedicellaris
  - Quadrastichus perissiae
  - Quadrastichus pteridis
  - Quadrastichus vacuna
  - Quadrastichus xanthostoma
- Genus: Rhicnopelte
  - Rhicnopelte crassicornis
- Genus: Sigmophora
  - Sigmophora brevicornis
- Genus: Stenomesius
  - Stenomesius rufescens
- Genus: Sympiesis
  - Sympiesis acalle
  - Sympiesis dolichogaster
  - Sympiesis gordius
  - Sympiesis grahami
  - Sympiesis gregori
  - Sympiesis notata
  - Sympiesis sericeicornis
  - Sympiesis viridula
  - Sympiesis xanthostoma
- Genus: Tamarixia
  - Tamarixia actis
  - Tamarixia leptothrix
  - Tamarixia monesus
  - Tamarixia pubescens
  - Tamarixia tremblayi
  - Tamarixia upis
- Genus: Tetrastichus
  - Tetrastichus agrilocidus
  - Tetrastichus atratulus
  - Tetrastichus brachyopae
  - Tetrastichus brevicalcar
  - Tetrastichus clito
  - Tetrastichus coeruleus
  - Tetrastichus crioceridis
  - Tetrastichus dasyops
  - Tetrastichus epilachnae
  - Tetrastichus halidayi
  - Tetrastichus hylotomarum
  - Tetrastichus ilithyia
  - Tetrastichus julis
  - Tetrastichus legionarius
  - Tetrastichus leocrates
  - Tetrastichus lyridice
  - Tetrastichus macrops
  - Tetrastichus miser
  - Tetrastichus sinope
  - Tetrastichus telon
- Genus: Xanthellum
  - Xanthellum transsylvanicum